# أرمي-أبتاليون أ
  أرمي-أبتاليون أ Armee-Abteilung Falkenhausen / Armee-Abteilung A (مفرزة الجيش أ) كانت قيادة على مستوى الجيش للجيش الألماني في الحرب العالمية الأولى. خدمت في الجناح الأيسر (الجنوبي) من الجبهة الغربية طوال فترة وجودها.

## التاريخ
تم إنشاء Armee-Abteilung Falkenhausen في الجزء الجنوبي من الجبهة الغربية في الألزاس واللورين في 17 سبتمبر 1914 من أجزاء من الجيش السادس الذي بقي في لورين بعد أن سار شمالًا للمشاركة في السباق إلى البحر. تولى قيادة هيئة <i id="mwFw">إرساتس</i> المنحلة تحت قيادة الجنرال دير إنفانتري لودفيغ فون فالكنهاوزن. تأسست باسم Armee-Abteilung A في 15 أبريل 1916. كانت لا تزال قائمة عند انتهاء الحرب،  تعمل على الجبهة الغربية كجزء من Heeresgruppe Herzog Albrecht von Württemberg. 

### ترتيب المعركة لتشكيل
توضح أوامر المعركة التالية تقدم Armee-Abteilung خلال الحرب.
| تنظيم Armee-Abteilung Falkenhausen في 10 ديسمبر 1914 | تنظيم Armee-Abteilung Falkenhausen في 10 ديسمبر 1914 | تنظيم Armee-Abteilung Falkenhausen في 10 ديسمبر 1914 |
| جيش                                                  | سلاح                                                 | قطاع                                                 |
| ---------------------------------------------------- | ---------------------------------------------------- | ---------------------------------------------------- |
| Armee-Abteilung Falkenhausen                         | فيلق <i id="mwOA">Ersatz</i> السابق                  | شعبة <i id="mwOw">ارساتس</i> العاشرة                 |
| Armee-Abteilung Falkenhausen                         | فيلق <i id="mwOA">Ersatz</i> السابق                  | شعبة حراس <i id="mwPw">Ersatz</i>                    |
| Armee-Abteilung Falkenhausen                         | فيلق <i id="mwOA">Ersatz</i> السابق                  | قسم <i id="mwQw">الإرساء</i> الثامن                  |
| Armee-Abteilung Falkenhausen                         | فيلق <i id="mwOA">Ersatz</i> السابق                  | اللواء 61 مشاة احتياطي                               |
| Armee-Abteilung Falkenhausen                         | فيلق <i id="mwOA">Ersatz</i> السابق                  | شعبة <i id="mwSQ">Landwehr</i> البافارية الأولى      |
| Armee-Abteilung Falkenhausen                         | فيلق <i id="mwOA">Ersatz</i> السابق                  | شعبة <i id="mwTQ">إرسات</i> 19                       |
| Armee-Abteilung Falkenhausen                         | سلاح الاحتياطي الخامس عشر                            | شعبة الاحتياطي الثلاثين                              |
| Armee-Abteilung Falkenhausen                         | سلاح الاحتياطي الخامس عشر                            | شعبة الاحتياطي 39                                    |
| Armee-Abteilung Falkenhausen                         | تحت قيادة الجيش                                      | 2 لواء لاندوير                                       |

## القادة
كان لدى Armee-Abteilung A القادة التاليين أثناء فترة وجوده: 
| من عند         | قائد                                       | سابقا                        | بعد ذلك                       |
| -------------- | ------------------------------------------ | ---------------------------- | ----------------------------- |
| 17 سبتمبر 1914 | الجنرال دير إنفانتري لودفيغ فون فالكنهاوزن | فيلق <i id="mwpA">Ersatz</i> | القيادة العليا للدفاع الساحلي |
| 24 ديسمبر 1914 | غنرال أوبرست Ludwig von Falkenhausen       | فيلق <i id="mwpA">Ersatz</i> | القيادة العليا للدفاع الساحلي |
| 17 أبريل 1916  | الجنرال دير إنفانتري كارل لودفيغ ديلسا     | الفيلق الثاني عشر            | حالة التقاعد                  |
| 4 يناير 1917   | الجنرال دير إنفانتري برونو فون مودرا       | الجيش الثامن                 | الجيش الأول                   |
| 9 يونيو 1918   | شاغرة                                      |                              |                               |
| 6 أغسطس 1918   | الجنرال دير إنفانتري يوهانس فون إبن        | الجيش التاسع                 | 1 أرميكوربس من 20 ديسمبر 1918 |